# Синюха (Ольшанская поселковая община)
Синюха (укр. Синюха) — село в Ольшанской поселковой общине Голованевского района Кировоградской области Украины.
До 2020 года входило в Ольшанский район
Население по переписи 2001 года составляло 217 человек. Почтовый индекс — 26605. Телефонный код — 5250. Код КОАТУУ — 3524382502.